# Послов, Алексей Эдуардович
Послов Алексей Эдуардович (род. 6 октября 1969, Баку) — мастер спорта СССР международного класса по пулевой стрельбе.

## Биография
Родился 6 октября 1969 года в городе Баку Азербайджанской ССР в семье военнослужащих, мастера спорта СССР Послова Эдуарда Алексеевича и мастера спорта СССР Пословой (Андреевой) Лидии Александровны по спортивной гимнастике.
В 1984 году начал заниматься стрельбой пулевой в 7 СКА КБВО под руководством Василия Степановича Коваленко, в 1985 году стал МС СССР; в 1986 году мастер спорта СССР международного класса.
В 1991 году закончил Минское Высшее военное Общевойсковое политическое училище, в настоящее время военный пенсионер, подполковник.
В сборной команде СССР с 1986 года по 1992 год. С 1992 года по 2000 год — сборная команда Республики Беларусь, с 2004 года по 2012 год — главный тренер сборной команды Вооруженных Сил РБ.
С 1987 года по 2000 год был многократным призёром и чемпионом Европы, рекордсмен мира, в 1990 году стал двукратным чемпионом мира, в упражнении МВ-12 с результатом 594 (300+294) лично, «бегущий кабан», а также в командном зачете (МВ-11А), и серебряный призёр в упражнении МВ-12. Десятикратный чемпион СССР, СКДА, многократный победитель и призёр Кубков мира.